# Zypern-Cup 2023
Der Zypern-Cup 2023 war die 14. Ausspielung des seit 2008 ausgetragenen Frauenfußballturniers für Nationalmannschaften und fand vom 16. bis 22. Februar 2023 in zwei verschiedenen Stadien in Larnaka in der Republik Zypern statt. 2021 und 2022 fiel das Turnier wegen der COVID-19-Pandemie aus. Mit England und Kanada nahmen wie seit 2016 die beiden Rekordsieger nicht teil. England veranstaltete parallel den Arnold Clark Cup 2023, an dem auch Rekordteilnehmer Italien teilnahm. Kanada nahm am SheBelieves Cup teil. Der vor Turnierbeginn in der FIFA-Weltrangliste bestplatzierte Teilnehmer war Organisator Finnland auf Platz 31 (Stand: Dezember 2022). Erstmals nahm Rumänien teil. Auch diesmal nahm die Mannschaft des Gastgeberlandes nicht teil. Keine der vier teilnehmenden Mannschaften war für die im Juli 2023 beginnende WM in Australien und Neuseeland qualifiziert. Finnland konnte sich erstmals den Turniersieg sichern, erzielte dabei mehr als doppelt so viele Tore wie die drei anderen Mannschaften zusammen und stellt zudem die Torschützenkönigin. Der 8:0-Erfolg im zweiten Gruppenspiel gegen Ungarn ist einer der beiden höchsten Siege der Finninnen in ihrer Länderspielgeschichte.
Spielorte waren die AEK-Arena und das GSZ-Stadion in Larnaka.

## Teilnehmer
| Land         | Rang 1 | Anmerkung        |
| ------------ | ------ | ---------------- |
| Finnland (8) | 31     |                  |
| Rumänien (0) | 40     | erste Teilnahme  |
| Ungarn (4)   | 42     |                  |
| Kroatien (1) | 60     | Titelverteidiger |

## Turnierübersicht
| Pl. | Land     | Sp. | S | U | N | Tore    | Diff. | Punkte |
| --- | -------- | --- | - | - | - | ------- | ----- | ------ |
| 1.  | Finnland | 3   | 3 | 0 | 0 | 016:100 | +15   | 09     |
| 2.  | Kroatien | 3   | 2 | 0 | 1 | 004:400 | ±0    | 06     |
| 3.  | Rumänien | 3   | 1 | 0 | 2 | 002:700 | −5    | 03     |
| 4.  | Ungarn   | 3   | 0 | 0 | 3 | 001:110 | −10   | 0      |

|                                                                        |   |          |           |
| 16. Februar 2023 um 12:00 Uhr (11:00 Uhr MEZ) in Larnaka (GSZ-Stadion) |   |          |           |
| Rumänien                                                               | – | Ungarn   | 2:1 (1:1) |
| 16. Februar 2023 um 17:00 Uhr (16:00 Uhr MEZ) in Larnaka (GSZ-Stadion) |   |          |           |
| Kroatien                                                               | – | Finnland | 1:4 (1:2) |
| 19. Februar 2023 um 13:00 Uhr (12:00 Uhr MEZ) in Larnaka (AEK-Arena)   |   |          |           |
| Finnland                                                               | – | Ungarn   | 8:0 (3:0) |
| 19. Februar 2023 um 18:00 Uhr (17:00 Uhr MEZ) in Larnaka (AEK-Arena)   |   |          |           |
| Rumänien                                                               | – | Kroatien | 0:2 (0:0) |
| 22. Februar 2023 um 13:00 Uhr (12:00 Uhr MEZ) in Larnaka (AEK-Arena)   |   |          |           |
| Finnland                                                               | – | Rumänien | 4:0 (2:0) |
| 22. Februar 2023 um 18:00 Uhr (17:00 Uhr MEZ) in Larnaka (AEK-Arena)   |   |          |           |
| Ungarn                                                                 | – | Kroatien | 0:1 (0:0) |

## Schiedsrichterinnen
Hauptschiedsrichterinnen:
- Rebecca Welch
- Maria Sole Ferrieri Caputi
- Tess Olofsson
- Marta Huerta de Aza

Schiedsrichterassistentinnen:
- Polyxeni Irodotou
- Natalie Aspinall
- Francesca Di Monte
- Guadalupe Porras Ayuso

## Torschützinnen
| Rang | Spielerin         | Tore |
| ---- | ----------------- | ---- |
| 1    | Linda Sällström   | 04   |
| 2    | Jenny Danielsson  | 02   |
| 2    | Jutta Rantala     | 02   |
| 2    | Eveliina Summanen | 02   |
| 2    | Kristina Nevrkla  | 02   |
| 2    | Ivana Rudelić     | 02   |

| Rang | Spielerin        | Tore |
| ---- | ---------------- | ---- |
| 7    | Olga Ahtinen     | 01   |
| 7    | Kaisa Collin     | 01   |
| 7    | Sanni Franssi    | 01   |
| 7    | Nora Heroum      | 01   |
| 7    | Vilma Koivisto 1 | 01   |
| 7    | Heidi Kollanen   | 01   |

| Rang | Spielerin       | Tore |
| ---- | --------------- | ---- |
| 7    | Olivia Oprea    | 01   |
| 7    | Ștefania Vătafu | 01   |
| 7    | Viktória Szabó  | 01   |